# Râul Rasa
Râul Rasa este un curs de apă, afluent al râului Argeș. 